# Adolf W. Edelsvärd
Adolf Wilhelm Edelsvärd (28 de junio de 1824 – 15 de octubre de 1919) fue un arquitecto sueco que sirvió como arquitecto jefe al Statens Järnvägar, la empresa nacional de ferrocarriles sueca, entre 1855–1895.

## Obras

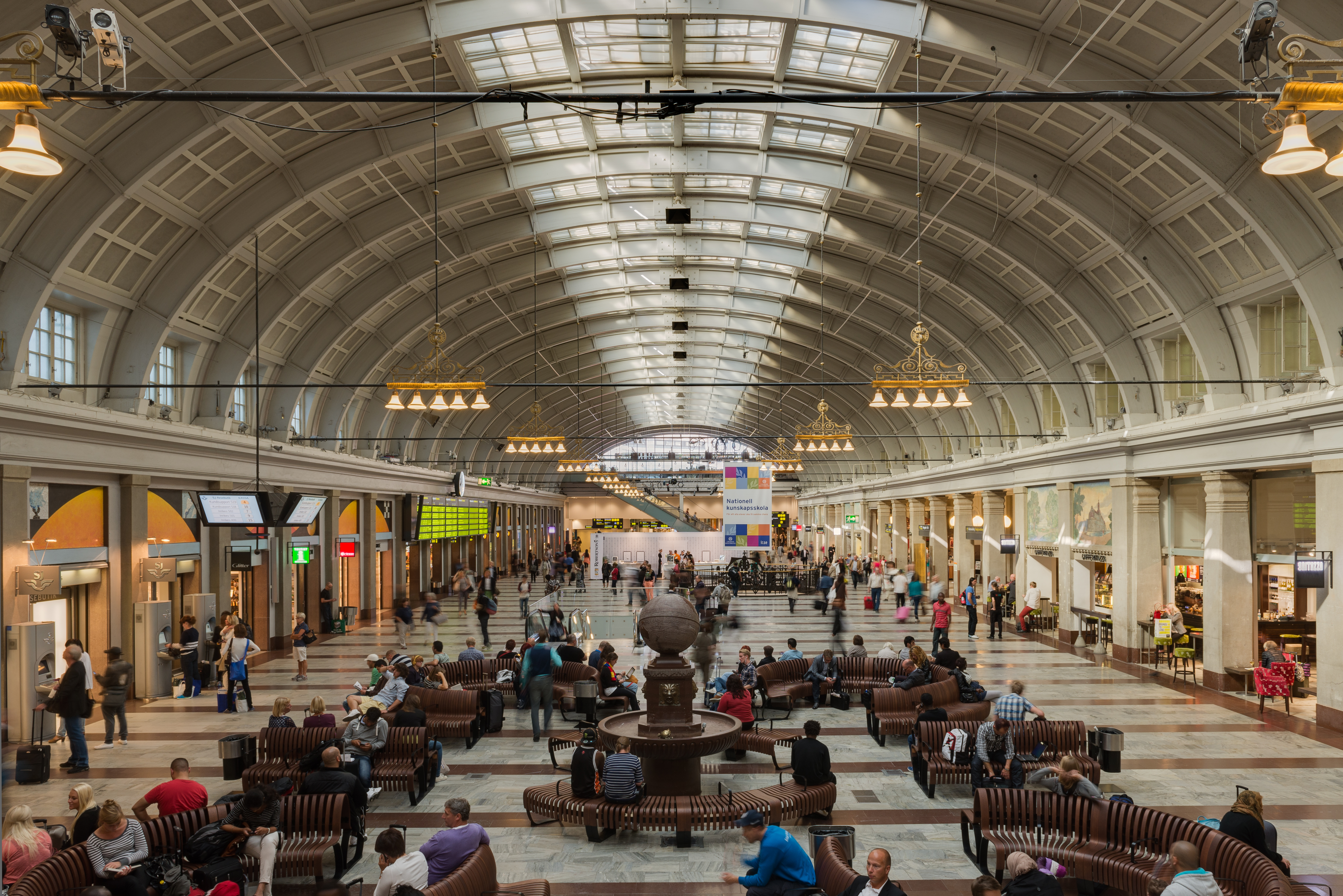
Estación Central de Estocolmo
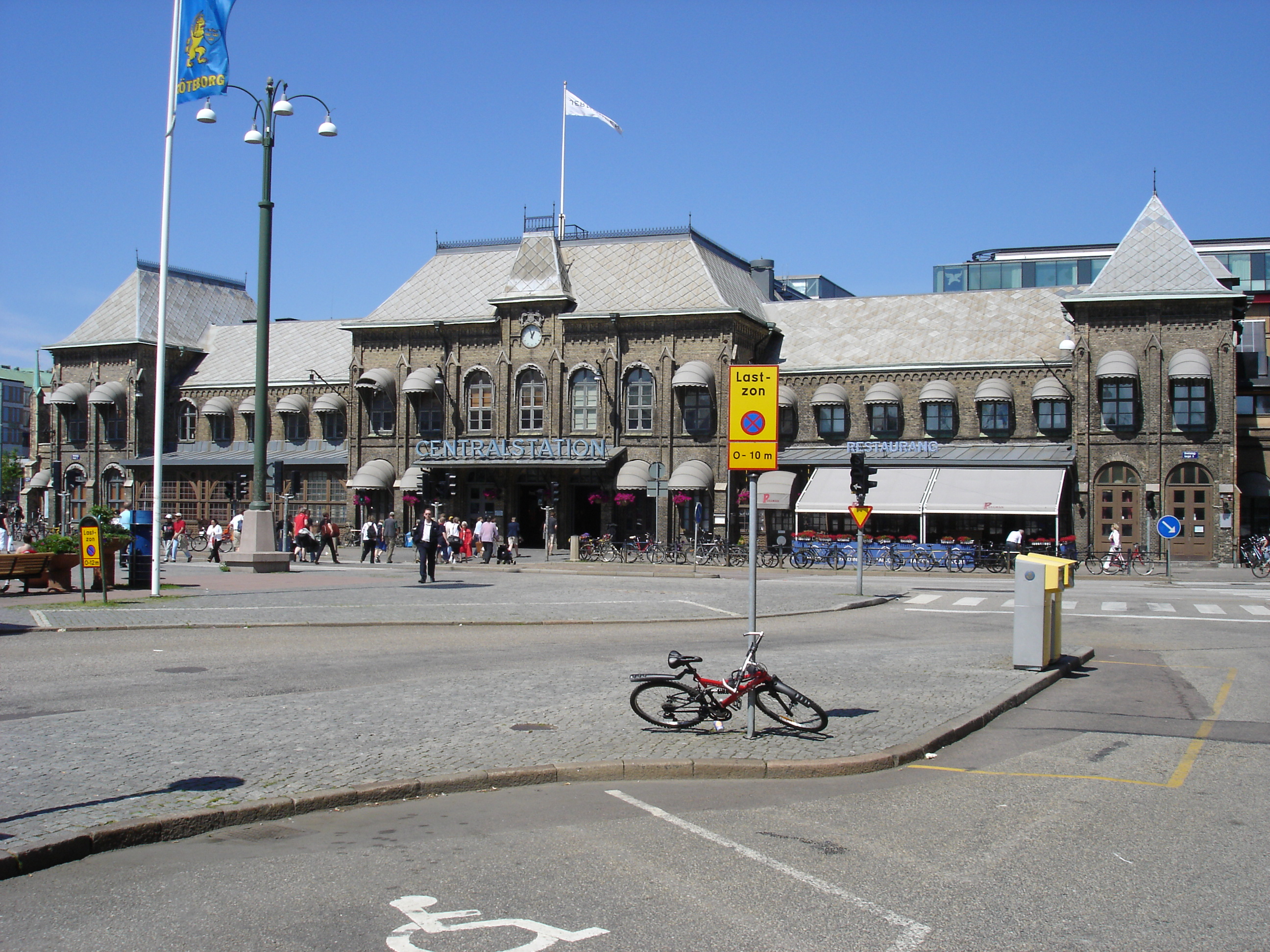
Estación Central de Gotenburgo
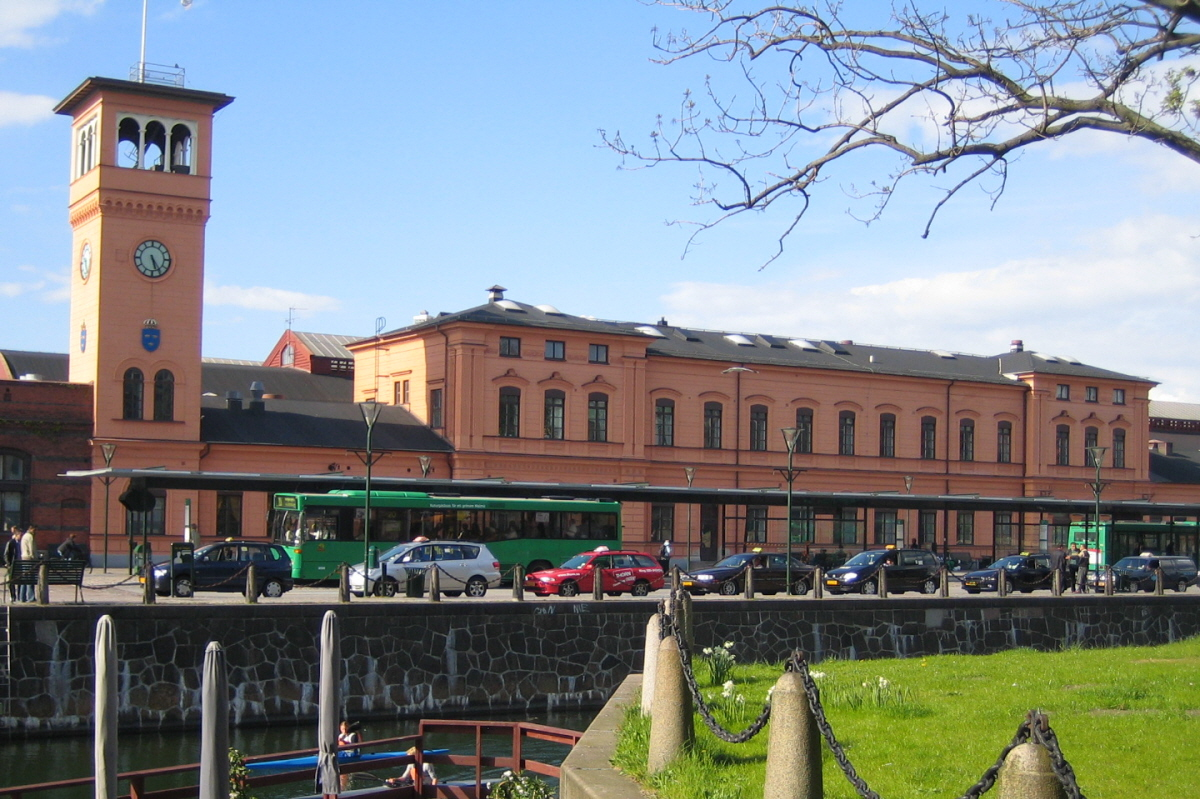
Estación Central de Malmö